# Махди (ислам)
У исламској есхатологији, Махди (или Мехди) (арап. ٱلْمَهْدِيّ‎, ел-Махдиј, дословно "упућени" или "вођени") означава личност која ће се, као слуга Бога, појавити уочи смака света и заједно са Исусом савладати Даџала (личност која отприлике одговара хришћанском антихристу).
Веровање у Махдија нарочито велики је део шиитске есхатологије. Према секти дванаестинаца, који су највећа шиитска деноминација, он је иста личност као последњи, дванаести имам Мухамед ел-Махди. Они сматрају да је овај човек, који је "нестао" негде крајем 9. или почетком 10. века, и даље присутан на земљи у скривању, и да ће се објавити уочи апокалипсе. Личност Махдија, невезана за историјског шиитског имама, појављује се и у сунитском веровању. Међутим, он се не помиње у Курану нити у сунитским збиркама хадиса, што доводи одређене сунитске теологе да сумњају у правилност његовог веровања.